# BE BLUES! 化身為青
《BE BLUES! 化身為青》是田中基之所創作的日本漫畫，從《週刊少年Sunday》2011年9號連載至2022年46號。
第60屆（2015年）小學館漫畫獎少年向部門得獎作品。

## 登場人物

### 一條龍
位置 : MF(大浦SC)  → CF (大浦東 初中2→3年生) → FW/MF (武蒼 高中 1→2年生)
本作主人公，夢想着穿上日本國家隊藍色戰袍的少年。是無論什麼計劃都嚴格完成的類型，喜歡把東西都混在一起吃。小學時代被稱為天才......大浦SC的10號。但因救優人而因重傷經歷了兩年的康復訓練後回歸後加入了大浦東中。武蒼高中 2年級奪得I.H.冠軍後獲東京隊邀請試訓
青梅優希
本作女主人公，龍青梅竹馬雙胞胎中的妹妹。踢球很厲害，但是因為是女生所以沒有繼續下去。在一條龍受傷期間無私獻身的幫助龍康復訓練。
青梅優人
龍青梅竹馬雙胞胎中的哥哥。為了妹妹連女裝都會穿的温柔少年。偶爾也會弱氣，因為自己的原因令龍差點放棄足球而懊悔不已，後經過龍的勸説繼續堅持着足球。由龍住完後開始堅持早晚都跑步，初中二已經早晚各跑10公里
城立彥
大浦SC的前鋒兼隊長。要在全國大賽中出場的熱血少年。在龍受傷後在全國大賽帶領大浦隊位列小組第二被淘汰，但是他自己完成了帽子戲法，後加入了浦和紅寶石(紅鐨) 少年隊。
櫻庭巧美
FC加賀谷→ 浦和紅寶石(紅鐨)少年隊→ 武蒼高中
FC加賀谷的10號。超級技術型球員。但是性格很糟糕，總是自以為是，後加入了浦和紅寶石(紅鐨)少年隊。武蒼高中 2年級奪得I.H.冠軍後獲神戶隊邀請試訓
渡邊 健太
小學 → 初中: 麻倉踢球者→高中: 武蒼高中
武蒼高中足球部。 小學一開始就是龍的對手。 埼玉從初中生以來最強的守門員。
永野修
初中: 麻倉踢球者
連接球隊中場到底線的進攻
宮崎 隼鬥
大浦東→市立大浦
大浦東的10號
諸星 美起也
大浦東的新人，攻擊型中場
菊田省吾
新田中學 CB →大浦南高中 CDM
身高接近190cm
田村圭
FC加賀谷→新田中學的清道夫→大浦南高中
名橋
磐倉中的右翼→大浦南高中
黑部大作
武蒼高中足球部監督
江藤藍子
武蒼高中足球部翻譯
龍崎 誠
武蒼高中足球部中鋒
由普招生升上A隊
島津 讓二
武蒼高中足球部CB。畢業後打算接受消防員考試
外號:喬治
星 倫吾
武蒼高中足球部CB。畢業後上保送的大學
久米 豐
武蒼高中足球部GK。畢業後繼承家裡米屋的產業
小田 純一
武蒼高中足球部前鋒
友坂 亮太
武蒼高中足球部CAM，擅長護球
橘 怜音
武蒼高中足球部RB
外號:雷諾
武蒼高中 3年級奪得I.H.冠軍後獲山梨隊邀請試訓
山下 弘
武蒼高中足球部LB
外號:保羅
U-17 日本代表
水澤 恆名
武蒼高中足球部 CM
矢澤和成
武蒼高中足球部 LM
阿部 寬
武蒼高中足球部新CB
南部 亘
武蒼高中足球部新CB
稻村 憲介
武蒼高中新生，大個子中場
飯田 彻矢
武蒼高中新生，速度高
九重 讓
武蒼高中足球部前球員(中鋒)，執著於穿上9號球衣
藤原 乃亞
赤城中央的中場。擁有超強身體質素
U-17 日本代表
曾我 達流
赤城中央的中場。有潔癖
小早川 忍
聖和台的司令塔，擅長自由球
保志 光一
聖和台的ST，擅長門前混戰中入球
外號:波奇
真鍋
浦和紅寶石(紅鐨)少年隊→聖和台
新穀 直哉
聖和台的新隊長
井上 貴士
聖和台的新10號
政岡 雫
楠總的絕對核心
我妻 勢士郎
楠總的ST，慣用左腳
宮迫 翔太
楠總的ST，擅長擺脫盯防
遠藤 高虎
最條高中的CAM
遠藤 獅子雄
最條高中的盯人專家。遠藤高虎的哥哥
三石 慶吾
浦和紅寶石(紅鐨)少年隊
接過10號球衣的天才
荻本 義一
浦和紅寶石(紅鐨)少年隊
破格代表U-20的CB
澤村 大道
福岡南，內定加入東京隊。身高185 cm
風間 恭介
福岡南中場
鍋島 聖也
福岡南中場
米爾克.科瓦奇
偶然和安娜一起觀看了小學時代龍的比賽的老人，安娜的爺爺。據説是原南斯拉夫的主帥。
瀧澤安娜
混血兒。帶着爺爺米爾克.科瓦奇看過龍小學時的比賽，是前景光明的花樣滑冰美少女，但是受傷之後自暴自棄，直到再次遇到龍和優希，被兩個人所打動，重新開始康復訓練，是個十足的傲嬌，對龍抱有好感。
佐樫 大成
東京隊的球探，邀請龍試訓
勝 倫太郎 (35歲)
東京隊的老將
| 卷數 | 小學館         | 小學館                 |
| 卷數 | 發售日期       | ISBN                   |
| ---- | -------------- | ---------------------- |
| 1    | 2011年6月17日  | ISBN 978-4-09-123005-8 |
| 2    | 2011年9月16日  | ISBN 978-4-09-123248-9 |
| 3    | 2011年11月18日 | ISBN 978-4-09-123370-7 |
| 4    | 2012年2月17日  | ISBN 978-4-09-123545-9 |
| 5    | 2012年5月18日  | ISBN 978-4-09-123658-6 |
| 6    | 2012年7月18日  | ISBN 978-4-09-123773-6 |
| 7    | 2012年10月18日 | ISBN 978-4-09-123895-5 |
| 8    | 2012年12月18日 | ISBN 978-4-09-124038-5 |
| 9    | 2013年3月18日  | ISBN 978-4-09-124199-3 |
| 10   | 2013年6月18日  | ISBN 978-4-09-124317-1 |
| 11   | 2013年9月18日  | ISBN 978-4-09-124380-5 |
| 12   | 2013年11月18日 | ISBN 978-4-09-124492-5 |
| 13   | 2014年2月18日  | ISBN 978-4-09-124560-1 |
| 14   | 2014年5月16日  | ISBN 978-4-09-124641-7 |
| 15   | 2014年6月18日  | ISBN 978-4-09-124739-1 |
| 16   | 2014年9月18日  | ISBN 978-4-09-125100-8 |
| 17   | 2014年12月18日 | ISBN 978-4-09-125395-8 |
| 18   | 2015年3月18日  | ISBN 978-4-09-125630-0 |
| 19   | 2015年5月18日  | ISBN 978-4-09-125834-2 |
| 20   | 2015年8月18日  | ISBN 978-4-09-126205-9 |
| 21   | 2015年11月18日 | ISBN 978-4-09-126491-6 |
| 22   | 2016年2月18日  | ISBN 978-4-09-126779-5 |
| 23   | 2016年5月18日  | ISBN 978-4-09-127138-9 |
| 24   | 2016年8月18日  | ISBN 978-4-09-127327-7 |
| 25   | 2016年11月18日 | ISBN 978-4-09-127416-8 |
| 26   | 2017年2月17日  | ISBN 978-4-09-127500-4 |
| 27   | 2017年5月18日  | ISBN 978-4-09-127569-1 |
| 28   | 2017年8月18日  | ISBN 978-4-09-127678-0 |
| 29   | 2017年11月17日 | ISBN 978-4-09-127869-2 |
| 30   | 2018年2月16日  | ISBN 978-4-09-128084-8 |
| 31   | 2018年5月18日  | ISBN 978-4-09-128248-4 |
| 32   | 2018年8月17日  | ISBN 978-4-09-128350-4 |
| 33   | 2018年11月16日 | ISBN 978-4-09-128576-8 |
| 34   | 2019年2月18日  | ISBN 978-4-09-128878-3 |
| 35   | 2019年5月17日  | ISBN 978-4-09-129150-9 |
| 36   | 2019年8月16日  | ISBN 978-4-09-129319-0 |
| 37   | 2019年11月18日 | ISBN 978-4-09-129444-9 |
| 38   | 2020年2月18日  | ISBN 978-4-09-129559-0 |
| 39   | 2020年5月18日  | ISBN 978-4-09-850076-5 |
| 40   | 2020年7月17日  | ISBN 978-4-09-850160-1 |
| 41   | 2020年9月18日  | ISBN 978-4-09-850175-5 |
| 42   | 2021年1月18日  | ISBN 978-4-09-850381-0 |
| 43   | 2021年4月16日  | ISBN 978-4-09-850516-6 |
| 44   | 2021年7月16日  | ISBN 978-4-09-850632-3 |
| 45   | 2021年10月18日 | ISBN 978-4-09-850721-4 |
| 46   | 2022年1月18日  | ISBN 978-4-09-850862-4 |
| 47   | 2022年4月18日  | ISBN 978-4-09-851060-3 |
| 48   | 2022年8月18日  | ISBN 978-4-09-851186-0 |

## 外部連結
- 漫畫官方網站（日語）